# Stanisław Rakusa-Suszczewski
Stanisław Konstanty Rakusa-Suszczewski (ur. 11 lutego 1938 w Warszawie) – polski profesor nauk przyrodniczych w zakresie biologii i oceanologii, polarnik, współtwórca polskiego programu polarnego, założyciel Polskiej Stacji Antarktycznej im. Henryka Arctowskiego na Wyspie Króla Jerzego w Zachodniej Antarktyce, członek korespondent Polskiej Akademii Nauk, doktor honoris causa multi

## Życiorys
Studia na Uniwersytecie Warszawskim ukończył w 1961, uzyskując dyplom magistra hydrobiologii. Po studiach pracował krótko w Katedrze Hydrobiologii. W 1962 wyjechał na roczny staż do Brazylii do Instytutu Oceanologii Uniwersytetu w São Paulo. Po powrocie pracował w Morskim Instytucie Rybackim i równocześnie realizował pracę doktorską na Wydziale Oceanografii i Rybactwa Morskiego Wyższej Szkoły Rolniczej w Olsztynie, obronioną w 1968.
Po trzykrotnym udziale w radzieckich i amerykańskich wyprawach arktycznych w 1975 uzyskał w Instytucie Biologii Doświadczalnej im. M. Nenckiego PAN habilitację. Od 1975 pracował w Instytucie Ekologii PAN.
W latach 1976–1977 był inicjatorem i kierownikiem wyprawy, podczas której założona została funkcjonująca do dziś Polska Stacja Antarktyczna im. Henryka Arctowskiego. Od 1979 należał do PZPR.
W 1982 uzyskał tytuł profesora nauk przyrodniczych. Obszar jego prac naukowych to badania biologii mórz polarnych, głównie Antarktyki – fizjologia i ekologia organizmów morskich. Jego staraniem w 1992 z Instytutu Ekologii PAN wydzielono jako samodzielną jednostkę Zakład Biologii Antarktyki PAN. Zakładem tym kierował (na stanowisku Dyrektora) od chwili jego utworzenia, aż do 2005. Od września 2005 do grudnia 2006 pełnił funkcję Stałego Przedstawiciela PAN przy Rosyjskiej Akademii Nauk w Moskwie. Po powrocie do Polski przeszedł na emeryturę i podjął się tłumaczenia książek historycznych – dzienników wypraw polarnych.
Jest autorem lub współautorem ponad 100 publikacji (indeks H = 22), z czego ponad 30 zindeksowanych jest w bazie Web of Science (indeks H = 9).
Od 2004 jest członkiem korespondentem Polskiej Akademii Nauk. Jest też członkiem Towarzystwa Naukowego Warszawskiego oraz Explorers Club. W latach 2001–2003 pełnił funkcję wiceprzewodniczącego Wydziału II Nauk Biologicznych PAN.
Jest doktorem honoris causa Rosyjskiej Akademia Nauk (2001), Akademii Rolniczej w Szczecinie – laudację wygłosił profesor Juliusz Chojnacki, a także Narodowej Akademii Nauk Ukrainy (2013).
Jego nazwiskiem nazwano Przylądek Rakusy i Zatokę Suszczewskiego na Wyspie Króla Jerzego.
Odznaczony Krzyżem Kawalerskim i Krzyżem Oficerskim Orderu Odrodzenia Polski, Antarctic Medal Departamentu Obrony USA, Medalem Ramon Cahala Akademii Nauk Hiszpanii, Odznaką Honorową Bene Merito przyznawaną przez Ministra Spraw Zagranicznych w uznaniu zasług na rzecz działalności wzmacniającej pozycję Polski na arenie międzynarodowej i wieloma innymi.

## Wybrane publikacje
- (1973) Antarktyda. 1968–1972[12]
- (1979) Dlaczego Antarktyda?[13]
- (1980) Antarktyka: zasoby mineralne i żywe[14]
- (1989) W Antarktyce[15]
- (1994) Dzienniki z polarnych podróży[16]
- (1999) Ekosystem morskiej Antarktyki. Zmiany i zmienność[17]
- (2012) Wiatrem przewiany słońcem spalony (1960–2009). 50 lat polarnych podróży[18]
- (2016) Antarktyczna wyprawa statku „Belgica”[19]
- (2016) A Floating Antartic Research Station (Fars) A Reality Or Fantasy?[20]

## Wybrane tłumaczenia
- F.G.T von Bellingshausen. Dwukrotne poszukiwania w Południowym Lodowatym Oceanie I pływanie dookoła świata w latach 1819,20 i 21. Oficyna Wydawnicza Aspra JR. Warszawa 2009
- Jurij Lisianski. Podróż dookoła świata w latach 1803, 1804, 1805 i 1806 na okręcie Newa. Wydawnictwa Uniwersytetu Warszawskiego. Warszawa 2012
- Kapitan Otto von Kotzebue. Podróże naokoło świata. (1815–1818 i 1823–1826). Wydawnictwo IHN PAN 2012
- Douglas Mawson. W krainie zamieci. Australijskie wyprawy antarktyczne 1911–14. Wydawnictwo IHN 2014